# Vermogenswinstbelasting en vermogensaanwasbelasting
Vermogenswinstbelasting of meerwaardebelasting (Engels: capital gains tax) is een belasting over de inkomsten uit vermogensbestanddelen in het belastingjaar, en bij verkoop in het belastingjaar over de winst (meerwaarde) die gemaakt wordt ten opzichte van de aankoopprijs.
Vermogensaanwasbelasting is een belasting op de waardestijging van vermogensbestanddelen in het belastingjaar, onafhankelijk van de vraag of deze verkocht zijn of niet.
Per land kan variëren wat precies is inbegrepen.
Een vergelijkbare belasting bestaat in Frankrijk (Impôt sur la Fortune Immobilier) en in Spanje (Impuesto sobre las ganancias de capital). In België ligt de belasting al een tijd op tafel. 

## Voor- en nadelen van deze belastingen
Een voordeel van de vermogenswinstbelasting is dat daarmee een groter deel van de inkomsten uit vermogen wordt belast dan bij een inkomstenbelasting die alleen de directe opbrengsten, zoals dividend van aandelen belast. Omdat geen onderscheid wordt gemaakt tussen de manier waarop waardemutaties worden belast en de manier waarop andere inkomsten zoals rente en dividend worden belast, bestaat neutraliteit in de fiscale behandeling van deze verschillende soorten inkomsten. Vanuit economisch perspectief is dat een groot voordeel. Als sprake is van een verschillende behandeling van verschillende soorten inkomsten, leidt dat tot verstoring van de marktwerking omdat sommige beleggingen dan aantrekkelijker worden dan andere.
Nadelen die vaak worden genoemd zijn de ingewikkelde berekening van de behaalde winst en de mogelijkheid dat schijnwinsten als gevolg van inflatie belast worden. Het bestaan van een vermogenswinstbelasting kan tot gevolg hebben dat particulieren hun effectenportefeuille minder vaak zullen wijzigen (lock-in effect). Belasting van de winst op het eigen huis zou dan bijvoorbeeld tot verminderde mobiliteit leiden. De vermogensaanwasbelasting heeft als belangrijkste nadeel dat het de liquiditeit van belastingplichtigen in gevaar kan brengen.  Het lock-in effect lijkt dan niet te bestaan.

## Praktische toepassing
De vermogenswinstbelasting is vooral bekend uit de Verenigde Staten. Het tarief bedraagt daar de helft van het tarief voor de inkomstenbelasting. Ook in andere Angelsaksische landen wordt deze belasting geheven.

### Toepassing in Nederland
Hoewel met name door linkse partijen regelmatig is aangedrongen op de invoering van een vermogenswinstbelasting of vermogensaanwasbelasting is deze nooit integraal ingevoerd, met uitzondering van een tijdelijke heffing na de Tweede Wereldoorlog. Uiteindelijk is gekozen voor de vermogensrendementsheffing waarbij de verwachte vermogenswinsten forfaitair worden belast. Daarnaast belast Nederland evenwel bepaalde inkomenscategorieën op basis van een vermogenswinstbelasting. Het gaat dan onder meer om de winst uit onderneming, het resultaat uit overige werkzaamheid en om inkomen uit zogenoemde aanmerkelijkbelangaandelen. Nederland kent derhalve feitelijk een partiële vermogenswinstbelasting. Bij het Belastingplan 2016 is uitgebreid gesproken over een aanpassing van de vermogensrendementsheffing. Dit kwam vooral doordat het veronderstelde rendement van 4% in vergelijking met de spaarrentes in vooral 2014-2015 hoog is en de forfaitaire heffing dus als onrechtvaardig werd ervaren. Tijdens de parlementaire behandeling is verzocht na te gaan of de forfaitaire heffing misschien kan worden vervangen door een heffing over het werkelijke rendement.
Er wordt gewerkt aan een aanpassing van box 3 die in 2027 moet ingaan, waarbij afhankelijk van het vermogensbestanddeel de heffing het karakter heeft van een vermogensaanwasbelasting of van een vermogenswinstbelasting, zie de conceptwet.

### België
In België is een vermogensaanwasbelasting technisch en wettelijk onmogelijk omdat er geen vermogenskadaster is.
Op 30 juni 2025 kwam het tot een akkoord over het invoeren vanaf 1 januari 2026 van een meerwaardebelasting van 10% op financiële activa, dit zijn onder andere beursgenoteerde en niet-beursgenoteerde aandelen, obligaties, geldmarktinstrumenten, goudbeleggingen, afgeleide producten, beleggingsfondsen en ETF’s.  Meerwaarden van pensioen- en langetermijnsparen en de groepsverzekering worden uitgesloten. De bestaande belastingen op deze producten blijven bestaan. Er is een jaarlijkse vrijstelling in de personenbelasting van 10.000 euro per belastingplichtige.